# Gijsbert de Witt
Gijsbert of Gisbert de Witt (Dordrecht, 1611 – Den Haag, 12 mei 1692), was jurist, bestuurder, militair commandant en gezant. In 1638 trad hij in dienst van de West-Indische Compagnie (WIC) en vertrok naar Nederlands-Brazilië. Daar vervulde hij verschillende functies. In 1645 trouwde hij met de Portugese Anna Paes, die een suikerplantage bezat. Na de overgave van Nederlands-Brazilië aan Portugal in 1654, keerden Gijsbert de Witt en zijn gezin terug naar Nederland.

## Levensloop
Gijsbert de Wit werd op 19 juli 1611 gedoopt als zoon van Cornelis de Witt en Elisabeth van Haerlem. Op 22 april 1630 schreef hij zich in als student filosofie en rechten aan de universiteit Leiden. In 1634-1635 maakte hij een reis naar Frankrijk voor zijn verdere onderwijs en ontplooiing. Te Orléans promoveerde hij op 18 september 1634. Medio 1635 keerde hij terug naar Nederland. In 1636 werd hij door de stad Dordrecht aangesteld als advocaat extra-ordinaris.
In 1638 vertrok de Witt naar Brazilië. Op 4 december van dat jaar kwam hij met het schip de 'Bontekoe' van de Kamer van de Maze van de West-Indische Compagnie aan te Recife. Hij werd benoemd tot lid van de Hoge Raad in Brazilië. In 1640 werd hij aangesteld als directeur van het district Sao Francisco. In 1642 werd hij directeur van Paraíba en Rio Grande. Ook werd hij lid van de Raad van Justitie.
Op 14 mei 1645 trouwde hij in Recife met de Braziliaanse Anna Gonsalves Paes de Azevedo, kortweg Anna Paes (Salvador de Bahia, Brazilië, 1612 — Den Haag, 21 december 1674). Zij kwam uit een familie van grootgrondbezitters. Bij haar eerste huwelijk in 1630 met de Portugese kapitein in het leger Pedro Correia da Silva (overleden in 1630) had zij een van de grootste suikerplantages in Brazilië als bruidsschat ontvangen. In 1637 hertrouwde zij in Recife met Charles de Tourlon jr (gestorven in 1644), hoofd van de persoonlijke garde van gouverneur-generaal Johan Maurits. Door haar derde huwelijk in 1645 met Gijsbert de Witt werd Gijsbert de Witt mede-eigenaar van een suikerplantage. Deze heette vanaf 1645 ook 'Engenho De With'. Na terugkeer in Nederland in 1654 deed hij jarenlang verwoede pogingen om gecompenseerd te worden voor het verlies van de suikerplantage.
In 1645 kwamen de (Portugese) plantage-eigenaren in opstand tegen de West-Indische Compagnie en zij kregen daarbij steun van een Portugese troepenmacht. Hetzelfde jaar ondernam Gijsbert de Witt samen met Dirk van Hoogstraten een missie naar het in Portugese handen zijnde Bahia; feitelijk was dit een spionagetocht voor de West-Indische Compagnie om de Portugese oorlogsmacht te zien. De oorlog zou duren tot in 1654. In dat jaar werd het Verdrag van Taborda ondertekend waarbij Gijsbert de Witt een van de onderhandelaars was. Brazilië werd overgegeven aan de Portugezen. In april 1654 vertrok Gijsbert de Witt met Anna Paes en hun twee kinderen Cornelis en Elisabeth en bijna 3000 andere vluchtelingen naar Nederland.
Gijsbert de Witt en zijn familie vestigden zich in Dordrecht waar hij als 'commies' werd aangesteld voor Johan de Witt. In 1656 stuurde de Republiek een diplomatieke missie naar Lissabon die onder meer bestond uit Gijsbert de Witt. Deze missie leverde niets op en de Republiek verklaarde Portugal de oorlog. In 1661 reisde Gijsbert de Witt opnieuw naar Portugal, nu voor het onderhandelen over een vredesverdrag.
In of vóór 1663 verhuisde De Witt met zijn familie naar Den Haag. In 1671 overleed de zoon Cornelis. Drie jaren later, in 1674 overleed Anna Paes. In 1692, op 81-jarige leeftijd stierf Gijsbert de Witt.